# بخش عمارلو
بخش عمارلو یکی از بخش‌های شهرستان رودبار در استان گیلان در شمال ایران است. مرکز بخش عمارلو، شهر جیرنده است و این بخش دارای دو دهستان جیرنده و دهستان کلیشم است.

## نام عمارلو
نام عمارلو برگرفته از نام یکی از اقوام کرد کرمانج است که حدود ۳۰۰ سال پیش توسط نادرشاه افشار به منطقه برای دفاع از ایران در برابر قوای روسیه تزاری کوچانده شدند. ایشان نیز با ورود به منطقه نام آن را به عمارلو تغییر دادند.

## تقسیمات کشوری
- بخش عمارلو
- دهستان‌ها
  - دهستان جیرنده
  - دهستان کلیشم
- شهر: جیرنده

### پیشینه تقسیمات کشوری منطقه عمارلو
بخش عمارلو درگذشته دهستان‌های پیرکوه، و خورگام را نیز در بر می‌گرفت؛ اما اکنون، دهستان پیرکوه به بخش دیلمان در شهرستان سیاهکل پیوند زده شده‌است و دهستان خورگام نیز با نام بخش خورگام از بخش عمارلو جدا شده‌است.

## جغرافیای تاریخی
وسیع‌ترین گستره عمارلو، در اواخر افشاریان و اوائل زندیان، بوده‌است. سرزمین عمارلو در این زمان، تا کرانه‌های دریای قزوین کشیده شده بود.

## جمعیت
بنابر سرشماری مرکز آمار ایران، جمعیت بخش عمارلوی شهرستان رودبار در سال ۱۳۸۵ برابر با ۸۳۲۲ نفر بوده‌است.

## زبان
مردم ارتفاعات شهرستان رودبار مانند بخش عمارلو و مرکز آن یعنی شهر جیرنده، به زبان گیلکی با گویش گالشی (دیلمی) سخن می‌گویند.
همچنین عده‌ای از کردهای مهاجر که در زمان صفویه و نادرشاه در عمارلو و رحمت‌آباد ساکن شدند به زبان مخصوص خود حرف می‌زنند، ولی همه به زبان گیلکی آشنایی دارند و به زبان گیلکی حرف می‌زنند، بدون این‌که لهجه آن‌ها متمایز باشد.
به گفته سبزعلیپور مردمان تات زبان رودبار در دو منطقه عمارلو و خورگام زندگی میکنند. مرکز بخش عمارلو جیرنده است و علاوه بر آن روستاهای انبوه، کلیشم، خرم‌کوه، ویه ، ناوه، لایه، نوده فاراب، یکنم، ایینه‌ده، پاکده، داماش، بیورزین، پارودبار، اسکابن، کرماک به زبان تاتی تکلم می‌کنند. در بخش خورگام مرکز بخش یعنی بره‌سر و روستاهای ناش، اسطلخ‌کوه، چیچال، لیاول علیا، چلوانسرا، قوشه لانه، سه پستانک، گرزنه چاک، کشکش به زبان تاتی تکلم میکنند.

## مشاهیر
- میرزا احمدخان عمارلویی
- علیرضا جهانبخش
- باقر پرهام

## اماکن مذهبی
- امامزاده محمد حنفیه در روستای بیورزین،[۷]
- امامزاده احمد و محمد در روستای ناوه،[۷]
- امامزاده طاهر خرمکوه در روستای خرمکوه
- امامزاده ابوالحسن در روستای انبوه
- شاهزاده عسگر، بی بی زَنِ خاتون و امامزاده محمد در شهر جیرنده
- امام زاده اسماعیل پشتکلاه خورگام
- امام زادگان طیب و طاهر در روستای پاکده
- امام زاده مهدی و هادی در روستای شاه شهیدان
- امام زاده اشرف الدین در روستای چمبل
- امام زاده بابا خور ملک در سوسف
- امام زاده صلاح دین لیاول علیا
- امام زاده جعفر (ع) شهرستان طارم شهر آببر منطقه پیرهمدان
- امام زادگان هاشم وعوف (ع) شهرستان طارم شهرآببر

## نگارخانه

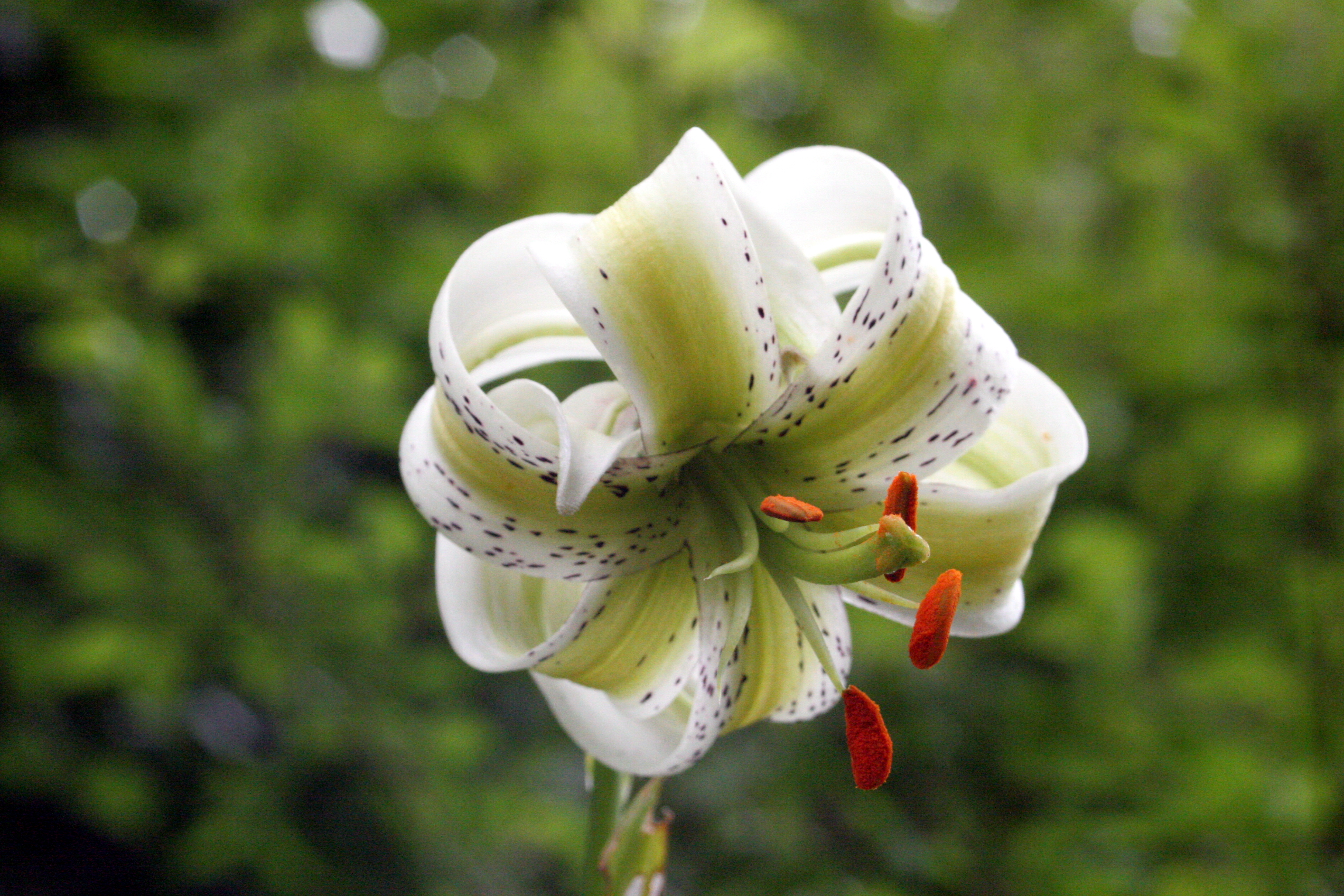
سوسن چلچراغ داماش
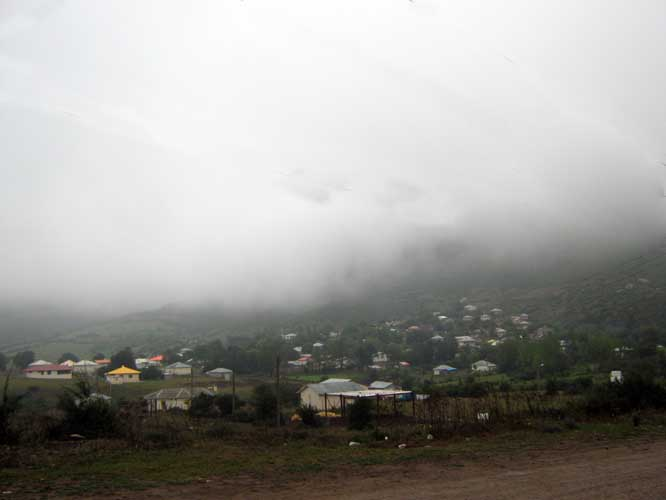
روستای داماش
خلشکوه خرمکوه
امامزاده محمد جیرنده
نقشه شهرستان رودبار به تفکیک آبادی‌ها
محوطه قلاکوتی خرم کوه خرمکوه
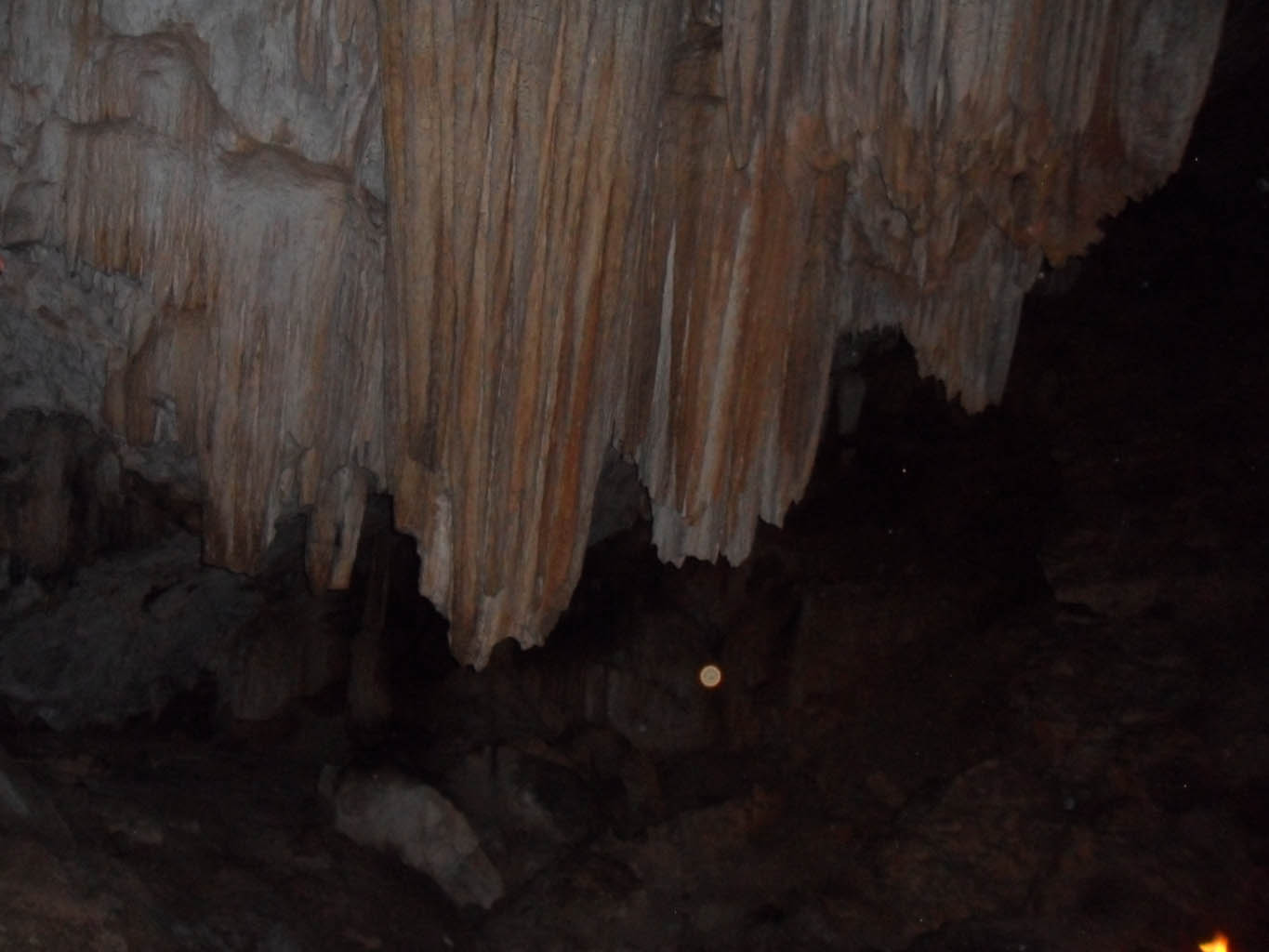
غار ولی گورد گورد
حمام قدیمی جیرنده